# Peloribates reticulatus
Peloribates reticulatus är en kvalsterart som beskrevs av Balogh 1970. Peloribates reticulatus ingår i släktet Peloribates och familjen Haplozetidae. Inga underarter finns listade i Catalogue of Life.